# 香取神社 (春日部市大沼)
香取神社（かとりじんじゃ）は、埼玉県春日部市の神社。

## 歴史
創建年代は不明である。ただ別当寺だった「浄法庵」が1678年（延宝6年）の開山であることから、その頃に創建されたものと推測される。浄法庵は武蔵国埼玉郡粕壁宿（現・同市粕壁）の最勝院を本寺とする真言宗の寺院であったが、明治初期の神仏分離により、廃寺に追い込まれた。廃寺後の旧浄法庵の建物は地元住民の集会所となっている。
1873年（明治6年）、近代社格制度に基づく「村社」に列せられた。1923年（大正12年）の関東大震災では建物が倒壊する被害を受けたが、まもなく再建され、現在に至っている。

## 交通アクセス
- 一ノ割駅より徒歩26分。